# 安东·克拉索夫斯基
安东·维亚切斯拉沃维奇·克拉索夫斯基（库兹涅佐夫-克拉索夫斯基）（羅馬化：Anton Vyacheslavovych Krasovsky (Kuznetsov-Krasovsky)；1975年7月15日—），俄罗斯电视节目主持人、记者和前活动家。在2020至2022年之間，他担任受克里姆林宮控制的RT电视台广播公司的俄语广播节目主持人和总监，直至2022年10月因为他的極端仇烏言论被撤职。此前，他因捍卫俄罗斯同性恋权利而闻名，包括批评俄罗斯同性恋宣传法。
克拉索夫斯基在1975年7月18日出生于俄羅斯莫斯科州波多利斯克，求學時就读于高尔基文学院。2011年，克拉索夫斯基為米哈伊尔·普罗霍罗夫助選總統。还曾在亲克宫的NTV担任记者和编辑。他在此前曾在生意人報、Yandex、俄羅斯獨立報和Vogue工作。